# Пипи Андерсон
Пипи Андерсон (англ. Pipi Anderson) — шведская порноактриса, лауреат премии XRCO Award.

## Биография
Дебютировала в порноиндустрии в 1980 году. Снималась для таких студий, как Alpha Blue Archives, AVC, Caballero Home Video, Gourmet Video Collection, Vidco Entertainment.
В 1984 году получила XRCO Award в номинации «лучшая групповая сцена» за гэнг-бэнг с участием пяти мужчин в фильме Сьюз Рэндолл Stud Hunters.
Ушла из индустрии в 1984 году, снявшись в 9 фильмах.

## Награды
| Год  | Награда    | Категория              | Работа       | Результат |
| ---- | ---------- | ---------------------- | ------------ | --------- |
| 1984 | XRCO Award | Лучшая групповая сцена | Stud Hunters | Победа    |

## Избранная фильмография
- Stud Hunters (1984)